# Suchoj Su-37
Suchoj Su-37 (kód NATO „Flanker-F“, přezdívaný „Terminator“) byl jednomístný dvoumotorový letoun navržený konstrukční kanceláří Suchoj, který sloužil jako technologický demonstrátor. Testy umožnily zlepšit ovládání a řízení stroje Su-27M (později přejmenovaného na Su-35), což byl další vývojový stupeň Su-27. Jediný letoun byl původně postaven jako jedenáctý Su-27M (T10M-11) v komsomolském závodě, poté bylo instalováno vektorování tahu. Navíc byl upraven o aktualizované systémy řízení letu a zbraňových systémů.
Letoun provedl první let v dubnu 1996. Během programu letových zkoušek Su-37 prokázal svou supermanévrovatelnost na leteckých přehlídkách a prováděl manévry jako salto o 360 stupních. V prosinci 2002 letoun havaroval v důsledku strukturálního poškození. Su-37 se do výroby nedostal. Navzdory zprávě z roku 1998, která tvrdila, že Suchoj postavil druhý Su-37 s využitím dvanáctého draku Su-27M, zůstal T10M-11 jediným prototypem. Místo toho Suchoj aplikoval letadlové systémy u dalších návrhů stíhaček konstrukční kanceláře.

## Specifikace

### Technické údaje
- Osádka: 1
- Rozpětí: 14,7 m
- Délka: 22,2 m
- Výška: 6,4 m
- Nosná plocha: 62,0 m²
- Hmotnost prázdného stroje: 18 500 kg
- Max. vzletová hmotnost: 35 000 kg
- Pohonná jednotka: 2 × dvouproudový motor Ljulka AL-37FU s přídavným spalováním, každý o tahu 83 kN (19 000 lbf) a s vektorováním tahu za sucha, 142 kN (32 000 lbf) s přídavným spalováním

### Výkony
- Maximální rychlost: 2 500 km/h
- Dostup: 18 000 m
- Dolet: 3 700 km

### Výzbroj
- 1 × letecký kanón GŠ-30-1 ráže 30 mm
- 12 × závěsník pro výzbroj do hmotnosti 8 200 kg